# Giardinetti

Giardinetti is een metrostation in het stadsdeel municipio VI van de Italiaanse hoofdstad Rome. Het station werd geopend op 9 november 2014 en wordt bediend door lijn C van de metro van Rome.

## Geschiedenis
De smalspoorlijn Rome-Frosinone die in 1916 werd geopend bediende de oostelijke wijken van Rome en de voorsteden aan de oostkant van de stad. Giardinetti had twee stations langs de smalspoorlijn, Giardinetti en Sant'Antonio. In de jaren 50 van de twintigste eeuw werd de GRA, de ringweg rond Rome, aangelegd en kwam Giardinetti net buiten de GRA te liggen. De smalspoorlijn werd in de loop der jaren aan de oostkant steeds een stukje ingekort totdat in 1984 het station van Laghetto tijdens noodweer werd weggespoeld. In 1986 werd besloten af te zien van herstel en het westelijke deel onder te brengen bij het stadsvervoer. Op 26 augustus 1999 begon de ombouw tot premetro ten oosten van Giardinetti zodat Sant'Antonio voorlopig eindpunt werd. De metro binnen de GRA zou ondergronds lopen zodat de smalspoorlijn daar, tijdens de metrobouw, in bedrijf kon blijven. Op 2 oktober 2005 werd het premetrotraject gekoppeld aan de smalspoorlijn en ging het premetrobedrijf van start. De oostelijke tunnelmond van de metro ligt ter hoogte van Sant'Antonio en het metrostation Giardinetti werd direct tegen de tunnelmond in een uitgraving gebouwd. In verband hiermee werden Sant'Antonio en het premetrotraject op op 7 juli 2008 gesloten, terwijl het smalspoorstation Giardinetti werd vervangen door een kopstation pal buiten de GRA, dit kopstation is op 3 augustus 2015 gesloten hoewel de sneltramdienst nog steeds de naam Roma-Giardinetti draagt.    

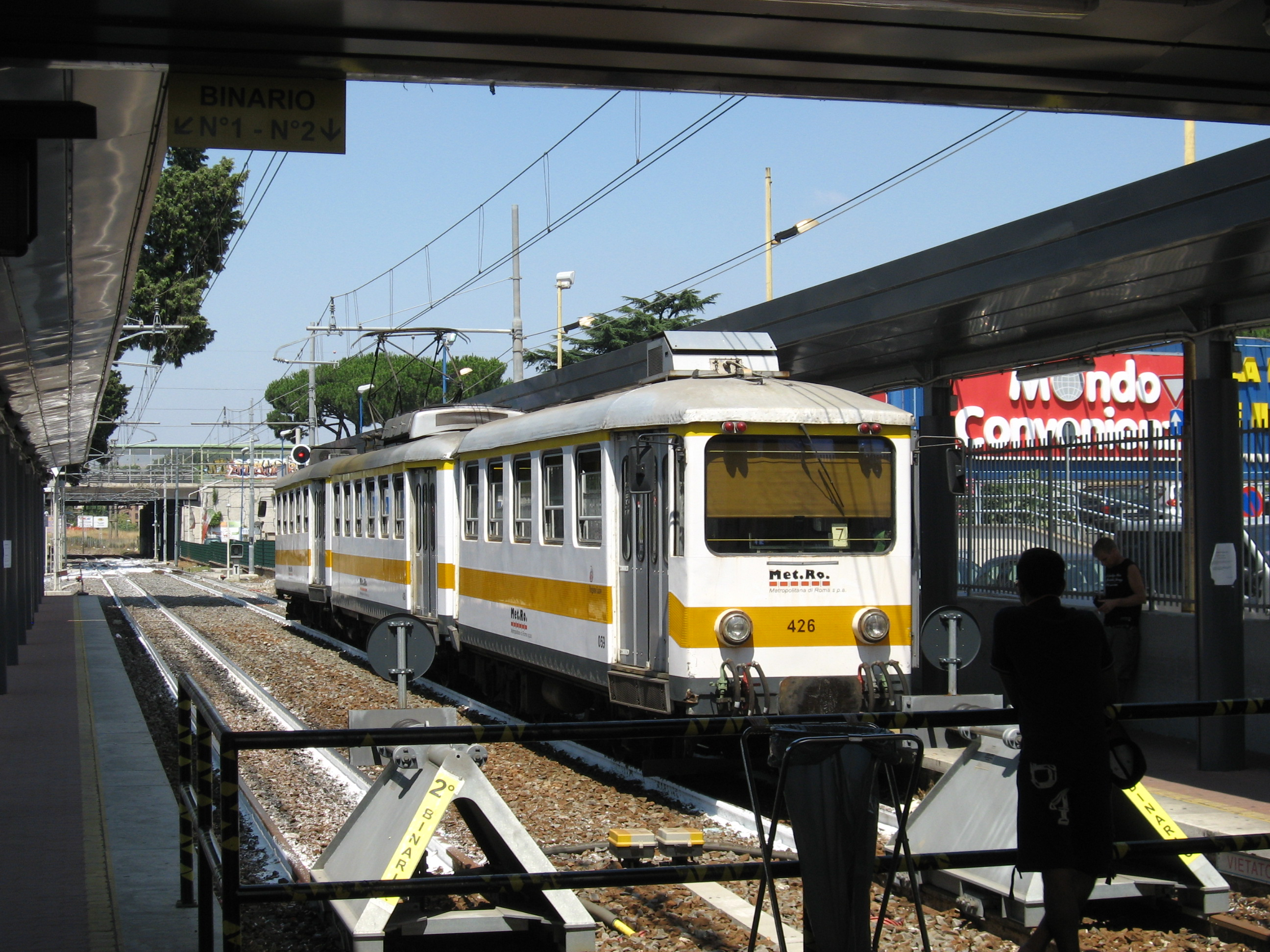
De sneltram in het kopstation op 11 juli 2010
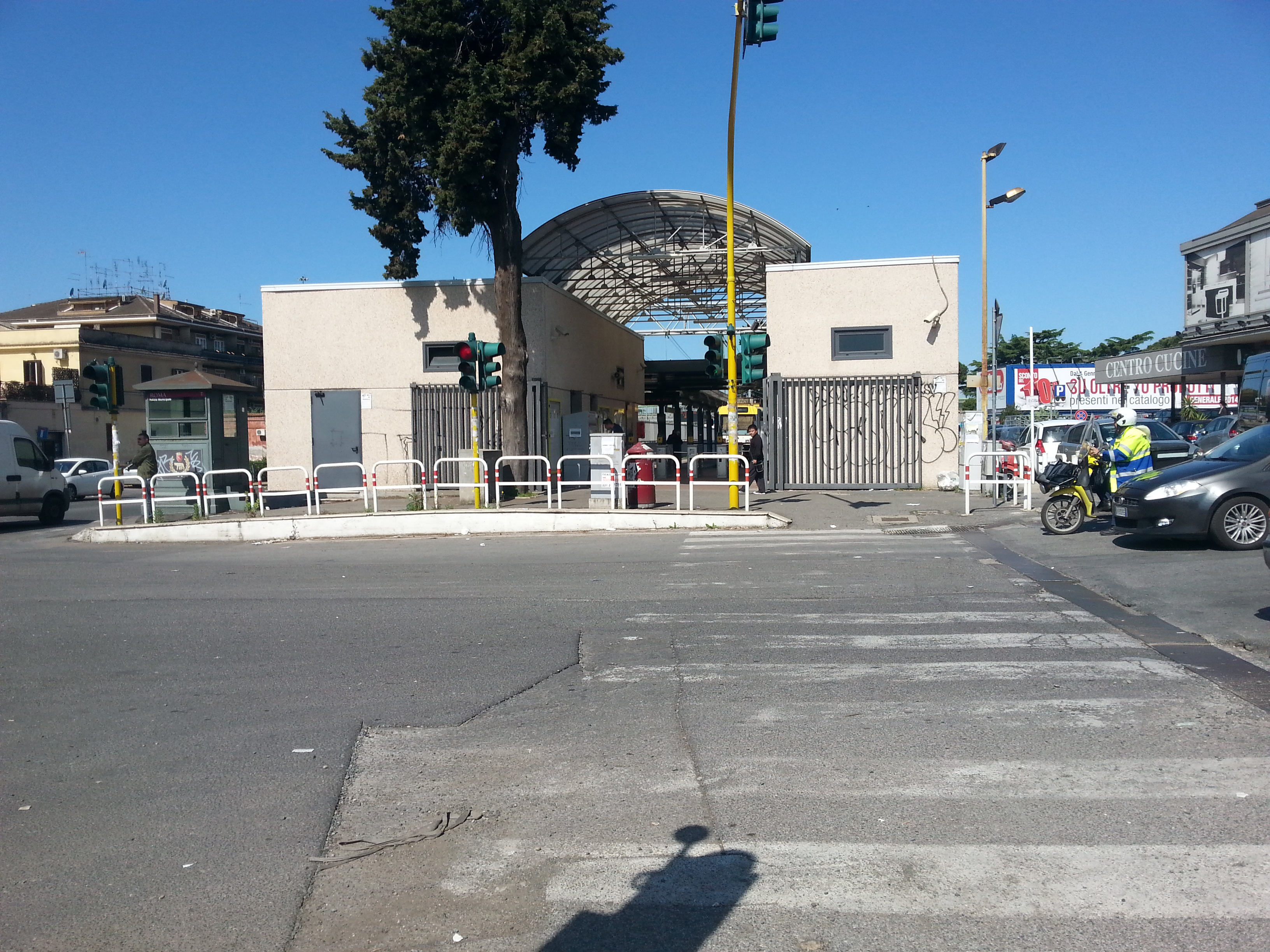
Het kopstation op 24 april 2014
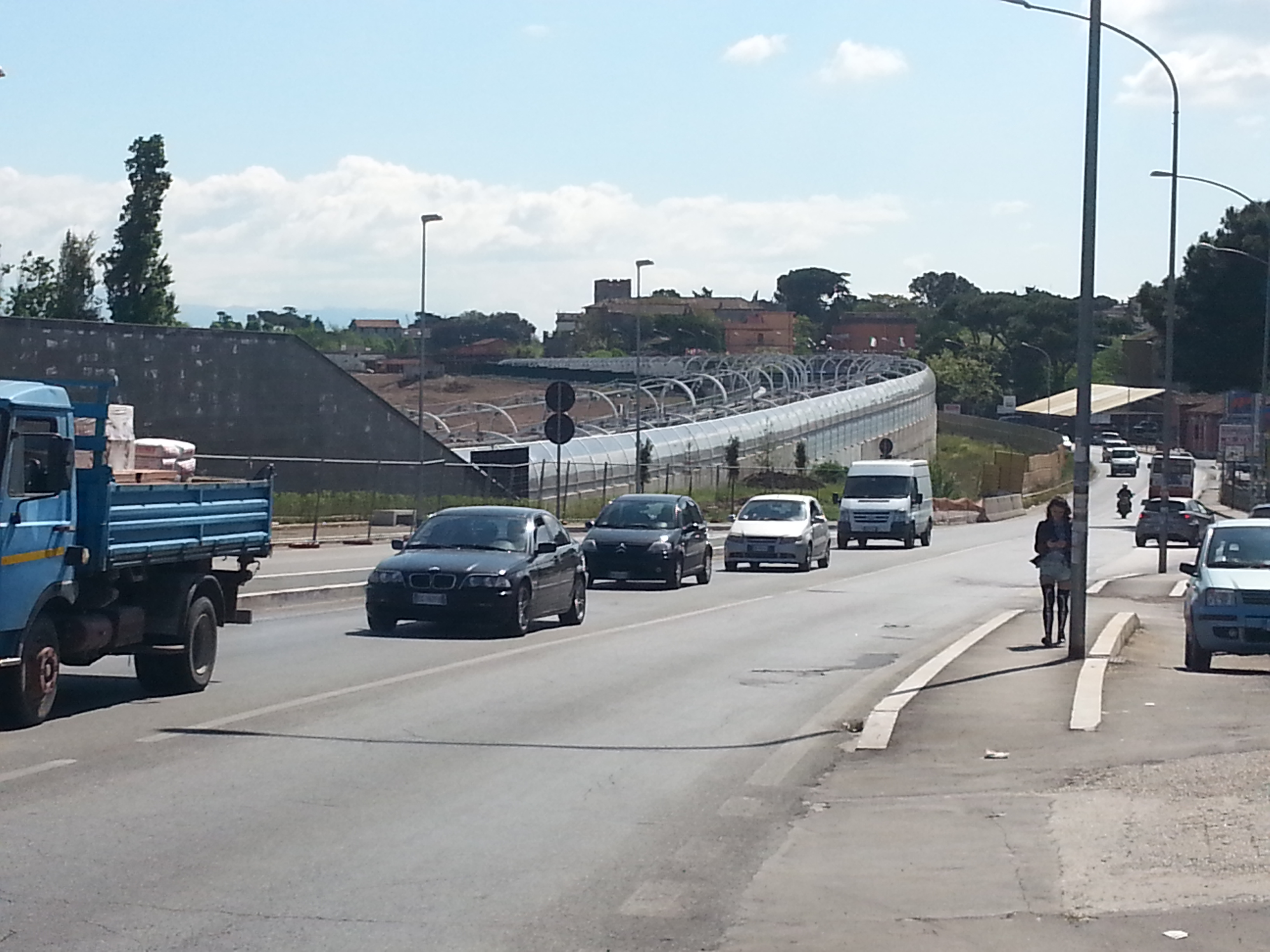
De helling aan de oostkant van het station

## Ligging en inrichting
Metrostation Giardinetti is tegelijk met het eerste deel van lijn C geopend op 9 november 2014. Het perron ligt tussen de sporen en is, in verband met de inzet van automatische metro's, voorzien van perrondeuren. Ten oosten van het perron klimt het tracé uit de uitgraving naar maaiveld niveau. Ten westen van het perron liggen de tunnelmonden en daarboven het stationsgebouw. Het fors uitgevallen gebouw heeft twee toegangen aan de westkant en is daar twee lagen hoog. Het dak loopt in oostelijke richting schuin af tot de overgang naar de perrons en is daar nog slechts een laag hoog. De zijgevels lopen taps toe van west naar oost, aan de westkant beslaat de breedte de sporen en het perron, aan de oostkant is het gebouw net zo breed als het perron. Behalve korte stukken aan de zijkant bestaan de gevels uit glas dat in een aluminium raamwerk is gehangen. Voor het station ligt een parkeerterrein voor Parkeer en Reis doeleinden.   